# Одинцов, Евгений Иванович
Евгений Иванович Одинцов (2 декабря 1912, Санкт-Петербург, Российская империя — 1985) — советский футболист, нападающий, футбольный арбитр. Мастер спорта СССР

## Биография
Выступал за команду ЛМЗ с 1930 года на протяжении трёх лет.
В первенстве СССР в 1938—1939 играл за ленинградский «Зенит» (бывший «Большевик»), в 1939—1941 — за «Сталинец»/«Зенит». В 1940 году оформил первые два хет-трика «Зенита» в чемпионате страны.
В 1945 году играл за «Зенит» Свердловск.
В 1953—1965 годах провёл 62 игры в классе «А» в качестве судьи. Судья всесоюзной категории по футболу (31.12.1955) и по хоккею с мячом (1957).

## Достижения
- Финалист Кубка СССР 1939